# Ramble On
Ramble On é uma canção da banda britânica de rock Led Zeppelin, lançada em seu segundo álbum de estúdio em 22 de outubro de 1969. Foi escrita por Jimmy Page e Robert Plant, e gravada em Nova Iorque, pela Juggy Sound Studio, durante a segunda turnê da banda nos Estados Unidos. Em 2010, a canção ficou na 440ª posição na lista das 500 melhores músicas de todos os tempos da revista Rolling Stone.

## Influências
As letras da canção foram fortemente inspiradas pela obra O Senhor dos Anéis de J. R. R. Tolkien. A linha de abertura ("As folhas estão caindo por toda parte") é, aparentemente, uma paráfrase da linha de abertura do poema de Tolkien "Namárië". O poema também pode ser a fonte de inspiração para todo o primeiro verso.[carece de fontes?]
As referencias de Tolkien aparecem mais tarde na letra da canção, incluindo Mordor e Gollum:[carece de fontes?]
A minha é uma história que não pode ser contada

minha liberdade eu guardo com apreço

Como nos anos passados, em dias de outrora

quando a magia enchia o ar

Foi nas profundezas mais obscuras de Mordor

Eu conheci uma garota tão atraente

Mas Gollum, e o maligno se aproximaram

sorrateiramente e fugiu com ela
As referências à obra de Tolkien também existem em outras canções do Led Zeppelin, como "Misty Mountain Hop" e "The Battle of Evermore". Alguns especulam que "Stairway to Heaven" também possui referências à Tolkien.

## Composição
A introdução de guitarra jangly emprega uma clássica técnica de Jimmy Page: usando regulares acordes abertos sobrepostas maior no braço da guitarra.
Houve muita dúvida em torno das percussões de Bonham, no fundo durante a música, tendo em conta a ressonância especial que capta. Não há versões consistentes a este respeito: muitas vezes confundidos com bongôs, alguns disseram de uma caixa pequena de plástico para lixo jogado com as mãos do lado de baixo, os outros sobre as varas em seu tambor almofada do assento kit de vinil, ou até mesmo as solas dos sapatos que ele usava durante a sessão de gravação e assim ritmicamente agredidos com paus seu tambor, o livro de John Bonham: A Thunder of Drums relata em vez de um caso difícil para guitarra em que Bonham improvisado fundo de percussão com as mãos.
A música também serve como uma ilustração da interação estreita entre o baixista John Paul Jones e o baterista John Bonham.[carece de fontes?]
Luz de Jones, frases de baixo melódicas dar lugar a um motivo ascendente que segue percussões suaves Bonham.[carece de fontes?]

## Performances ao vivo
Até 2007 "Ramble On" nunca havia sido tocada ao vivo na íntegra em shows do Led Zeppelin. No entanto, parte da música foi realizada pela banda no meio de "Babe I'm Gonna Leave You" em um show em Toronto em 2 de novembro de 1969, como pode ser ouvido sobre o Led Zeppelin bootleg Listen to my Bluebird. Além disso, algumas linhas são cantadas maravilhosamente por Robert Plant durante Communication Breakdown, no show em 21 de março de 1970 de Vancouver, Pacific Coliseum. A versão completa da música foi tocada na apresentação no Led Zeppelin reunion em 10 de Dezembro de 2007, na Arena O2, em Londres.[carece de fontes?]
Em junho de 2008, Jimmy Page e John Paul Jones se juntaram ao Foo Fighters em um palco no estádio de Wembley e tocaram "Ramble On", com vocais realizados por Dave Grohl e Taylor Hawkins na bateria. Curiosamente, os dois Foo Fighters inverteram os papéis tocando "Rock and Roll", uma canção da dupla do Led Zeppelin.[carece de fontes?]

## Créditos
- Robert Plant - vocal
- Jimmy Page - guitarra
- John Paul Jones - Flauta doce, Guitarra e Piano elétrico
- John Bonham - bateria

## Versão de Train
Em 2001, a banda Train fez um cover da canção e o lançou como single. O produtor Brendan O'Brien ouviu o cover e decidiu produzir o segundo álbum da banda, intitulado Drops of Jupiter. Este álbum viria a ser um enorme sucesso comercial.

## Cultura popular
A canção foi ouvida no início da segunda metade de cobertura do Super Bowl XLVIII do Fox em 2 de fevereiro de 2014.[carece de fontes?]
"Ramble On" é ouvida várias vezes no filme de ficção científica Oblivion de 2013, como escutado pelo personagem de Tom Cruise.[carece de fontes?]
No episódio de Supernatural "The Monster at the End of This Book", Dean Winchester diz que suas duas músicas favoritas são "Ramble On" e a versão de Led Zeppelin de "Traveling Riverside Blues".

## Ligações extenas
- Versão ao vivo, 2007 no YouTube